# اعجاز پول‌سازی
اعجاز پول‌سازی (انگلیسی: The Midas Touch) فیلمی در ژانر فانتزی و کمدی-درام است که در سال ۱۹۹۷ منتشر شد.

## خلاصهٔ داستان
کودک ۱۲ ساله‌ای آرزو دارد که پول کافی برای درمانِ مادربزرگِ بیمار خود داشته باشد. در یک خانهٔ متروک و جن‌زده، صاحب اسرارآمیز آن، به پسرک وعده می‌دهد که یکی از آرزوهایش را برآورده کند: «اعجاز پول‌سازی». کودک از آن پس، به هرچیز دست می‌زند، مبدل به طلا می‌شود؛ اما خیلی زود درمی‌یابد که این توانایی‌اش، بیش از آنکه موهبت باشد، طلسمی دردسرآفرین است.